# 狗神煌
狗神 煌（いぬがみ きら、女性、5月14日 - ）は日本の漫画家、イラストレーター、ゲームクリエーター（原画家）。京都府出身、東京都在住。

## 経歴・人物
物心ついた時から絵を描いていたため、描き出したきっかけは本人にもわからないという。好きで描いていただけで「絵を仕事にしよう」とは思っていなかったが、同人誌やサイトで公開していた『モエかん』の漫画がケロQ（枕）代表のすかぢの目に止まり、PC版『H2O -FOOTPRINTS IN THE SAND-』同梱特典コミック、続いて月刊コンプエース連載の『H2O』コミカライズ版を担当することとなる。連載終了後にすかぢから『しゅぷれ〜むキャンディ 〜王道には王道たる理由があるんです!〜』の原画の依頼を受け、美少女ゲームのデビュー作となった。ゲーム原画では「1枚絵で魅せる」ことをしなければならないため、コミックからは絵柄を修正しなければならず、すかぢに基本から教わった。もともと『モエかん』などの同人誌を描いていたこともあり、美少女ゲームの原画にも抵抗はなかったという。
- 『しゅぷれ〜むキャンディ 〜王道には王道たる理由があるんです!〜』の制作に参加した際に原画担当欄に名前がひらがなで記載されていたのは、漢字表記では読みにくいと言われたためらしく18禁の作品だから表記をひらがなにしたというわけではない。また今後は漢字での表記が浸透してきたため、漢字しか使わないと語っている[3]。

## 作品リスト

### 漫画
- H2O -FOOTPRINTS IN THE SAND-（全2巻、原作：枕・脚本：すかぢ、月刊コンプエース連載、角川書店）
- えびてん 公立海老栖川高校天悶部（休載中、既刊4巻、脚本：すかぢ、月刊コンプエース連載、角川書店）

### 挿絵
- 生徒会の一存（全22巻〈本編10巻 + 番外編9巻 + 外伝2巻 + ファンブック1巻〉、原作：葵せきな、富士見ファンタジア文庫）
- 幼女様とゼロ級守護者様（著：すかぢ、SBクリエイティブ）
- ハヤテのごとく!3 めざせ情熱クリエーター! 三千院ナギの流儀（著：築地俊彦・原作：畑健二郎、小学館）
- お嬢様姉妹の命令ですっ!（原作：七海ユウリ、美少女文庫）

### 表紙
- ひぐらしのなく頃にノベルアンソロジー (2)（小説：アライコウ/らな/浅見麻美/遊馬 繭/cvwith/犀川洋平・イラスト：森圭治/依澄れい/内村かなめ/みづきたけひと/綾見ちは/天羽真理・原作：竜騎士07、一迅社）
- 魔法少女リリカルなのはコミックアラカルト （角川コミックス・エース）

### 画集
- 『生徒会の一存』狗神煌画集

2013年2月2日発売。富士見書房刊。ISBN 978-4-82-917713-6
- 狗神煌Artworks 猫毒HOLIC

2013年2月26日発売。角川グループパブリッシング刊。ISBN 978-4-04-110289-3
- 狗神煌Artworks 猫毒PARADE

2015年1月29日発売。アスキー・メディアワークス刊。ISBN 978-4-04-869145-1

### ゲーム
- しゅぷれ〜むキャンディ 〜王道には王道たる理由があるんです!〜（枕）
- 生徒会の一存 -DSする生徒会-（角川書店）
- 向日葵の教会と長い夏休み（枕）
- 魔女こいにっき (Qoobrand)
- サクラノ詩 -櫻の森の上を舞う-（枕）
- サクラノ刻 -櫻の森の下を歩む-（枕）

### その他
- えびてん&生徒会の一存ぷち きらっこ☆ブック（コンプエース2009年12月号の付録）
- 狗神煌 えびてんスペシャルBOX（コンプティーク編）
- テレビアニメ『ましろ色シンフォニー』（第6話エンドカードイラスト）
- トレーディングカードゲーム『Z/X』（倉敷世羅・黒崎春日イラスト担当）
- テレビアニメ『アンジュ・ヴィエルジュ』（第4話エンドカードイラスト）
- テレビアニメ『ガヴリールドロップアウト』（第3話エンドカードイラスト）